# واکنش گرینیارد

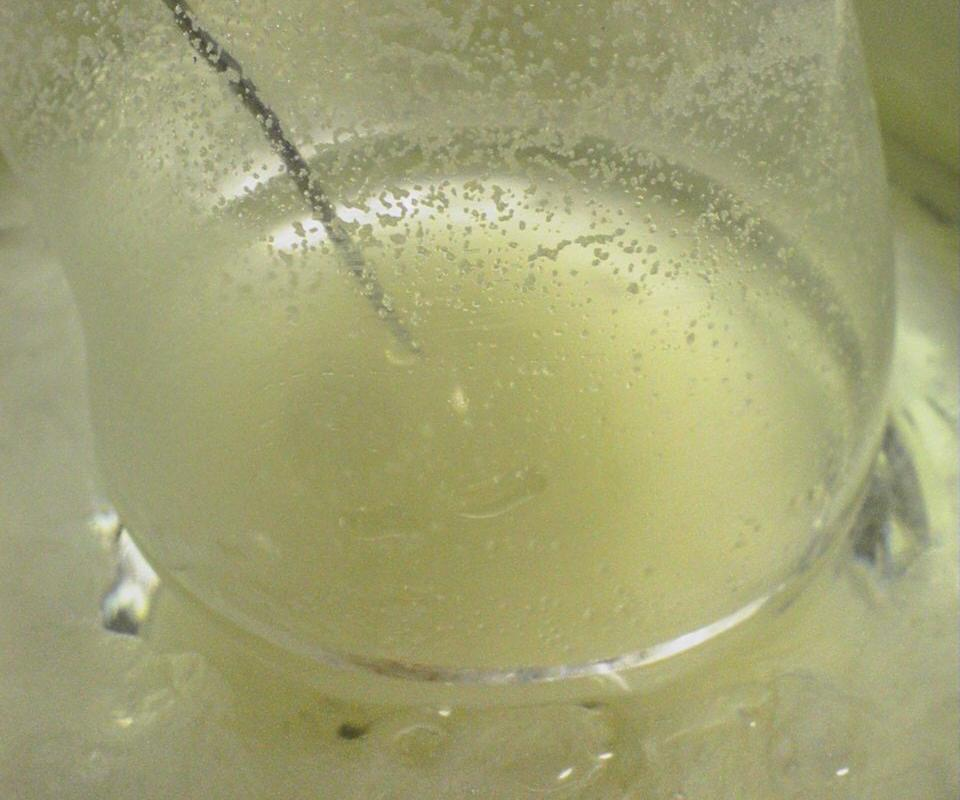
محلول یک ترکیب کربونیل‌دار به یک واکنشگر گرینیارد اضافه می‌شود.

واکنش گرینیارد (به انگلیسی: Grignard reaction) یک واکنش شیمیایی در شیمی آلی فلزی است که در آن آلکیل، آلیل، وینیل یا آریل یک منیزیم هالید (واکنشگر گرینیارد) به یک گروه کربونیل در آلدهید یا کتون اضافه می‌شود. این واکنش برای تشکیل پیوندهای کربن-کربن مهم است. واکنش یک هالید آلی با منیزیم است واکنش گرینیارد نیست، اما یک واکنشگر گرینیارد فراهم می‌کند.
واکنش‌ها و واکنشگر گرینیارد توسط مواد شیمیدان فرانسوی ویکتور گرینیارد (از دانشگاه نانسی فرانسه) کشف و به نام وی نامگذاری شد. گرینیارد نخستین بار این واکنش را در سال ۱۹۰۰ معرفی نمود و به خاطر این کار جایزه نوبل شیمی سال ۱۹۱۲ را از آن خود نمود.